# 플레이디
플레이디(구.엔서치마케팅)는 2000년 네이버 검색광고 출시부터 NHN 내부 조직으로 검색광고(키워드광고) 서비스를 시작하였으며, 2010년 네이버 비즈니스 플랫폼(NBP)의 100% 지분투자로 설립된 검색광고 컨설팅 전문 기업이다. 2014년 독립 후 엔서치마케팅으로 사명을 변경했으며, 같은 해 미디어렙 메이블과 합병해 서비스 영역을 넓혔고, 2017년 12월 엔서치마케팅(N Search Marketing)에서 플레이디(PlayD)로 사명을 변경하였다. 이후 No.1 퍼포먼스마케팅 취급액 기반 '디지털 중심 종합광고대행사'로 성장하였다. 

## 상장
2020년 3월 12일 코스닥 시장에 신규 상장했다.  

## 연혁
- 2024년 12월: 2024 구글 에이전시 엑설런스 어워즈 <미디어통합> 부문 수상
- 2024년 12월: 2024 대한민국 디지털 광고대상 10관왕
- 2024년 12월: 메타 에이전시 퍼스트 어워즈 2024 <퍼포먼스 히어로> 부문 수상
- 2024년 7월: 토스애즈(Toss Ads) 하반기 우수 에이전시 선정
- 2024년 7월: 국내 하이퍼 로컬 플랫폼 '당근' 공식 광고대행사 선정
- 2024년 5월: 플레이디 AI 기반 광고 전문 서비스 'Ato' 오픈
- 2024년 3월: 2024 구글 프리미어 파트너 선정
- 2023년 12월: 에어브릿지 공식 리퍼럴 파트너사 선정
- 2023년 12월: 대한민국 디지털 광고대상 검색 퍼포먼스 부문 <대상> 수상
- 2023년 12월: 크리테오 에이전시 어워즈 2023 <Partnership of the year> 수상
- 2023년 11월: 구글 프리미어 파트너 어워즈 <온라인 판매> 부문 수상
- 2023년 10월: 올잇, AI 광고 소재 자동 생성 서비스 오픈
- 2022년 12월: 다매체 통합 관리 솔루션 All it 출시
- 2022년 12월: 2022 대한민국 디지털광고대상 통합 퍼포먼스 부문 <대상> 수상
- 2022년 9월: 데이팩, 2022 올해의 브랜드 수상
- 2021년 7월: 대한민국 디지털애드 어워즈 4관왕
- 2021년 1월: 아마존 코리아 마케팅 서비스 파트너사 선정
- 2021년 1월: 수출 바우처 사업 수행사 선정(KOTRA+중소벤처기업진흥공단 주관)
- 2021년 1월: 중소형 광고주 전용 광고 운영 대행 서비스 SENSE.N(sense.techhub.co.kr) 오픈
- 2020년 12월: 미디어 커머스 사업 진출
- 2020년 12월: 크리테오 어워즈 2020 Innovator of the year 수상
- 2020년 12월: 대한민국 온라인광고대상 Performance 부분 우수상 수상(루트리)
- 2020년 11월: 키워드 기반 마켓 분석 솔루션 VOICE S(voice-s.techhub.co.kr) 오픈
- 2020년 3월: 코스닥 상장
- 2020년 1월: Google Search Champ 구글 검색 우수 협력 대행사 수상
- 2019년 12월: 일본 지사 설립
- 2019년 12월: 대한민국 온라인광고대상 Tech&Solution 부문 우수상 수상(TUBE)
- 2019년 12월: 크리테오 어워즈 2019 Agency of the year 수상
- 2019년 11월: 고용부 '일·생활 균형 캠페인' 참여기업 선정
- 2019년 11월: 구글 프리미어 파트너 어워즈 2019 검색혁신 부문 Finalist
- 2019년 8월: KISA 정보보호 관리체계(ISMS) 인증 획득
- 2019년 1월: 데이터 통합 분석 솔루션 TUBE(tube.techhub.co.kr) 오픈
- 2018년 12월: 크리테오 어워즈 2018 Innovation of the year 수상
- 2018년 11월: 온라인 마켓 분석 솔루션 VOICE(voice.techhub.co.kr) 오픈
- 2018년 10월: 구글 프리미어 파트너 어워즈 2018 디스플레이혁신 부문 Winner & 검색혁신 부문 Finalist
- 2018년 8월: 맞춤형 통합 마케팅 솔루션 GAUS(www.gausad.com) 오픈
- 2018년 7월: 디지털 마케팅 솔루션 그룹 techHUB(www.techhub.co.kr) 오픈
- 2018년 2월: 온라인 마케팅 활동 분석 솔루션 TERA(tera.techhub.co.kr) 오픈
- 2017년 12월: ㈜플레이디로 사명 변경
- 2017년 6월: ‘키워드 광고 입찰 장치 및 이를 이용한 방법’ 특허권 취득
- 2017년 4월: ‘광고순위 자동 관리장치 및 광고순위 자동 관리방법’ 특허권 취득
- 2016년 10월: KT-나스미디어가 인수, KT 그룹 편입
- 2016년 8월: 광고 솔루션 A-Square pro(pro.techhub.co.kr) 오픈
- 2016년 6월: 텐센트, 구글 DBM 광고 대행 계약
- 2016년 3월: 일학습병행제 기업 선정
- 2015년 11월: 2015 Best Companies 종합만족도 부문 대상 수상
- 2014년 8월: 미디어 렙 ㈜메이블(Mable Inc.)과 합병
- 2014년 5월: N Search Marketing으로 사명 변경
- 2013년 12월: 온라인 광고마케팅 대상 마케팅전략기획(검색중심) 부문 대상 수상
- 2010년 3월: NHN Search Marketing㈜ 독립 법인 설립
- 2000년 9월: NHN㈜ 검색광고 사업부 내 검색마케팅센터 출범